# Lineus gurjanovae
Lineus gurjanovae är en djurart som tillhör fylumet slemmaskar, och som beskrevs av Korotkevich 1977. Lineus gurjanovae ingår i släktet Lineus och familjen Lineidae. Inga underarter finns listade i Catalogue of Life.